# 海绵球虫
海绵球虫（学名：Spongosphaera streptacantha）为星球虫科海绵球虫属的动物。分布于太平洋、大西洋、印度洋、地中海，包括东海等海域。